# 박효빈
박유하(1991년 4월 11일 ~ )은 대한민국의 여자 배우이다.

## 학력
- 명인초등학교
- 명인중학교
- 천천고등학교
- 세종대학교 영화예술학과

## 연기 활동

### 드라마
- 2005년 KBS 2TV 월화미니시리즈 《열여덟 스물아홉》
- 2006년 KBS 2TV 어린이드라마 《화랑전사 마루》 ... 강남희 / 남모 역
- 2007년 KBS 1TV 일일연속극 《하늘만큼 땅만큼》
- 2007년 MBC TV 수목미니시리즈 《뉴하트》 ... 최혜라 역
- 2008년 KBS 2TV 월화드라마 《최강칠우》 ... 삼월이 역
- 2012년 KBS 2TV 단막극 《KBS 드라마 스페셜 - 친구 중에 범인이 있다》 ... 어린 채령 역(고정민 아역)
- 2013년 SBS 드라마스페셜 《주군의 태양》 ... 이주현 역
- 2014년 tvN 금요드라마 《꽃할배 수사대》 ... 김재희 역
- 2014년 OCN 일요드라마 《닥터 프로스트》 ... 진선미 역 (특별출연)

### 영화
- 2010년 《의형제》 ... 한규 딸 역